# Октябрьский (Севастополь)
Октя́брьский (укр. Октябрський, крымскотат. Oktâbrskiy, Октябрьский) — упразднённый посёлок в Балаклавском районе Севастополя, расположен на западе района, примерно в 2,5 километрах к юго-востоку от вершины Севастопольской бухты, на левом берегу реки Чёрной. Площадь посёлка — 75,5 гектара, население — 930 человек на 1998 год, в посёлке имеется отделение милиции.

## История
Посёлок, в урочище напротив Каламиты, образован после войны, как район Инкермана, для рабочих железнодорожной станции Инкерман-2. Имел ли статус самостоятельного поселения — пока не установлено. 7 мая 1957 года населённые пункты Балаклавского района были переданы в подчинение городскому совету Севастополя и посёлок окончательно лишился статуса отдельного населённого пункта, по новому административному делении также посёлок восстановлен в правах не был.